# Max Tonetto
Max Tonetto (* 18. November 1974 in Triest) ist ein italienischer Fußballspieler.
1990 spielte Max Tonetto in der Serie D für die SS San Giovanni Trieste aus seiner Heimatstadt Triest. Ein Jahr darauf wechselte er zur AC Reggiana. Er erhoffte sich dort den Durchbruch, kam aber auf keinen Einsatz.
Am 15. September 1996 debütierte Tonetto mit Reggiana in der Serie A. Zur Saison 1999/2000 wechselte er zum AC Mailand, spielte aber die ganze Saison kein Match. Nach den Stationen FC Bologna, US Lecce und Sampdoria Genua stieß der Mittelfeldspieler zum AS Rom, wo er einen Vertrag bis 2009 unterschrieb. Hier erkämpfte er sich einen Stammplatz als linker Außenverteidiger. Nach der Saison 2009/10 wurde sein Vertrag nicht verlängert. Seitdem ist er vereinslos.
Für das Länderspiel am 28. März 2007 gegen Schottland wurde Max Tonetto zum ersten Mal für die Nationalmannschaft aufgeboten, verletzte sich aber kurz vor dem Match. Sein Debüt gab er schließlich am 2. Juni 2007 gegen die Mannschaft der Färöer.

## Erfolge
- Italienischer Pokalsieger: 2007, 2008
- Italienischer Superpokal – Sieger: 2007